# Loi Bacchelli
La loi Bacchelli (Legge Bacchelli) (loi no 440 du 8 août 1985) est une loi de la République italienne promulguée pendant le gouvernement Craxi I. Elle instaure un fonds auprès de la Présidence du Conseil des ministres en faveur de citoyens distingués en état de précarité , qui peuvent ainsi bénéficier pour leur subsistance, d'une contribution à vie. La loi doit son nom à son premier bénéficiaire, l'écrivain italien Riccardo Bacchelli.

## Contenu
Le texte de loi prévoit que, par décret et sur la base d'une décision du Conseil des ministres, le chef du gouvernement, après en avoir informé le Parlement, attribue ce soutien extraordinaire. Les conditions d'accès à l'aide sont la citoyenneté italienne, l'absence de condamnations pénales, une notoriété reconnue et des mérites acquis dans le domaine des sciences, des lettres, des arts, de l'économie, du travail, du sport et dans l'exercice de fonctions ou d'activités publiques, ainsi que le fait d'être dans un état de besoin particulier.
En octobre 2020, la rente annuelle maximale est de 24 000 euros,.

## Bénéficiaires célèbres
Riccardo Bacchelli n'a pas bénéficié de la loi qui porte son nom, puisqu'il est décédé en octobre 1985, deux mois après l'approbation de la loi : la mesure a en effet été approuvée en août de la même année. La première en Italie à recevoir une rente viagère est Anna Maria Ortese, grâce aux lettres autographiées de l'écrivain que Beppe Costa remit en main propre au secrétaire de Bettino Craxi, ainsi qu'au recueil de signatures publié dans Il Giorno et organisé par Costa avec l'aide de la journaliste Adele Cambria.
La loi a bénéficié, entre autres, aux écrivains Aldo Braibanti, Dante Arfelli, Gavino Ledda, Tommaso di Ciaula, Beppe Costa et Giovanni Passeri,  les poètes Roberto Rebora, Dario Bellezza et Alda Merini, les chanteurs Ernesto Bonino, Joe Sentieri, les actrices Diana Torrieri, Tina Lattanzi, Alida Valli et Dria Paola, le boxeur Duilio Loi, les acteurs  Franco Citti et Salvo Randone, la première speakerine de la RAI Fulvia Colombo, le héros de guerre Giorgio Perlasca, le peintre Guido Borgianni, le poète Federico Tavan, l'historien du cinéma José Pantieri, la soprano Anita Cerquetti, le compositeur Guido Turchi, le champion de ski Zeno Colò, le philosophe et poète Guido Ceronetti, l'écrivain Saverio Strati, l'auteur, critique et directeur de théâtre Antonino Colli, l'auteur-compositeur-interprète Umberto Bindi, les joueurs de football Riccardo Carapellese et Gino Colaussi, le metteur en scène d'opéra Giuseppe Giuliano, le journaliste Riccardo Orioles et le pilote automobile Luigi Villoresi.

## Liste des bénéficiaires
Bénéficiaires au 3 février 2021
1. Angelo Barboni (designer)
2. Remo Belletti (sculpteur)
3. Franco Brocani (réalisateur)
4. Giovanni Cagnone (poète)
5. Anna Cascella Luciani (écrivaine)
6. Giovanni Caselli (anthropologue)
7. Gabriella Chioma (journaliste et écrivaine)
8. Carlo Cotti (réalisateur)
9. Beppe Costa (poète)
10. Daniele Del Giudice (journaliste et écrivain)
11. Arduino Della Pietra (poète)
12. Lionello Ferrari (cardiochirurgie)
13. Deanna Milvia Frosini (peintre)
14. Giuseppe Gaiotto (poète)
15. Luigi Ghersi (peintre et sculpteur)
16. Ernesto Guido Laura (critique cinématographique, journaliste et historien)
17. Gavino Ledda (écrivain, poète)
18. Flavia Livia Livi (sculptrice et poétesse)
19. Giorgio Magnato (acteur et réalisateur)
20. Alberto Masala (poète et écrivain)
21. Romano Martinis (photographe)
22. Nicola Muschitiello (poète)
23. Domingo Notaro (écrivain et peintre)
24. Riccardo Orioles (journaliste)
25. Maria Parazzini (chanteuse lyrique)
26. Nicoletta Persi (joueur de basket)
27. Gianni Pettenati (chanteur)
28. Romano Scavolini (réalisateur)
29. Romano Franco Tagliati (écrivain, journaliste et poète)
30. Franco Trincale (poète)
31. Carlo Villa (it) (poète, écrivain)
32. Riccardo Zappa (guitariste)